# Caribe Bay
Koordinaten: 45° 29′ 39″ N, 12° 36′ 4″ O
Der Wasservergnügungspark Caribe Bay befindet sich am Rande der italienischen Kleinstadt Jesolo in der Provinz Venedig, direkt an der Adria. Der 80.000 Quadratmeter große Vergnügungspark, der im Jahr 1989 eröffnet und seitdem mehrfach erweitert und modernisiert wurde, ist nach Angaben des Betreibers der größte Vergnügungspark Italiens. Inhaber des Parks ist Luciano Pareschi. Der Vergnügungspark wurde mehrfach von „Parksmania“ zum besten Aquapark Italiens gekürt. Während der Saison, die von Juni bis September dauert, ist der Park täglich von 10 bis 18 Uhr geöffnet. Im Sommer 2019 benannte sich der Park von Aqualandia zu Caribe Bay um.

## Attraktionen
Der Vergnügungspark bietet 26 Attraktionen in sieben Themenbereichen. Dazu gehören unter anderem „Captain Spacemaker“, die mit 42 Metern die derzeit höchste aktive Wasserrutsche der Welt ist. Befahren wird die Rutsche mit einem Gefälle von 60 Grad mit großen Schlauchbooten für drei bis vier Personen. 2014 bis 2016 war die Anlage Verrückt im Wasserpark Schlitterbahn in Kansas City mit über 51 Meter höher. Wegen eines tödlichen Unfalles im Jahr 2016 wurde die Anlage dort geschlossen.
Der große Bungee-Turm von Caribe Bay ist mit einer Höhe von 60 Metern der höchste feststehende Bungee-Turm Europas. Ein Anlaufpunkt für jüngere Kinder ist die neu gestaltete Rutschanlage „Apocalypse 2012“. Auf der im Aztekenstil gestalteten Anlage wird auf fünf Bahnen nebeneinander gerutscht. Das Wellenbad „Shark Bay“ umfasst ein 3.000 Quadratmeter großes Wasserbecken mit 800 Tonnen weißem Sand aus der Karibik.
Der Themenbereich „Funnyland“, der sich um die Welt der Comics dreht, ist für Kinder von drei bis 12 Jahren reserviert. Die Kinder werden von Animateuren, Babysittern und pädagogischem Personal betreut.
Für Jugendliche und Erwachsene gibt es unter anderem eine 20 Meter hohe Seilbrücke und Wände zum Klettern. Sportliche Betätigung ist auf zwei Beachvolleyballplätzen, einem Fitnessstudio oder einem Human-Kicker-Feld möglich. Im Adventure-Golf-Bereich besteht eine 24-Loch-Minigolfanlage. In der wie ein großes Amphitheater angelegten „Tiki-Arena“ finden täglich verschiedene Shows statt – darunter eine große Maya-Show und eine Dschungel-Show.

## Umgebung des Wasserparks – Jesolo
In der Nähe liegt der 48 Meter hohe Leuchtturm am Strand von Lido di Jesolo. Die Landschaft in der Region ist geprägt von großen Pinienwäldern. In der Region befinden sich Campingplätze.